# Tiny Toon Adventures: Buster's Bad Dream
Tiny Toon Adventures: Buster's Bad Dream est un jeu vidéo d'action mettant en scène les personnages des Tiny Toons, série d'animation apparue sur télévision en 1990. Le jeu fut développé par Treasure pour la Game Boy Advance en 2002.